# 伊東恒久
伊東 恒久（いとう つねひさ、1941年11月18日 - 2021年8月5日）は、日本の脚本家。高知県出身。法政大学卒業。名前は音読みで「こうきゅう」としていた時期もある。

## 人物
主にアニメ作品を手がける脚本家。修業時代は川内康範にも師事した。その縁で川内が原作を務めたアニメや特撮作品にも参加している。1980年代には、複数の作品に同時に手がけるなどの活躍をしていた。その内容も、ギャグ路線のものからシリアスなものまで、ジャンルの幅が広く数も多い。また男性向け劇画の原作も手がけた他、2000年代以降は小説も執筆していた。
2021年8月5日、死去。79歳没。アニメ業界関係者やライターには訃報が伝わってはいたが、2022年5月24日付で日本脚本家連盟により死去した事実が公表された。

## 担当作品

### アニメ
- 愛の戦士レインボーマン
- 蒼き流星SPTレイズナー
- 赤い光弾ジリオン
- あしたのジョー
- アタックNo.1
- アニメドキュメント ミュンヘンへの道
- アンデルセン物語
- 家なき子
- 行け!稲中卓球部
- いなかっぺ大将
- 宇宙の戦士
- 円卓の騎士物語 燃えろアーサー
- オヨネコぶーにゃん
- おらぁグズラだど
- 怪物くん（モノクロ版）
- 科学冒険隊タンサー5
- からくり剣豪伝ムサシロード
- きこちゃんすまいる
- 機動戦士ガンダムF91 ※富野由悠季と共同執筆
- 巨人の星
- 銀河漂流バイファム
- 銀河漂流バイファム13
- キン肉マン キン肉星王位争奪編
- 国松さまのお通りだい
- グロイザーX
- 荒野の少年イサム
- 最強ロボ ダイオージャ
- さすらいの太陽
- 時空転抄ナスカ
- ジャングル大帝
- 柔道讃歌
- 新オバケのQ太郎
- 新世紀GPXサイバーフォーミュラ（TVシリーズ）
- スーキャット
- 正義を愛する者 月光仮面
- 星銃士ビスマルク
- 戦闘メカ ザブングル
- 宗谷物語
- それいけ!アンパンマン
- タイムボカン
- 超攻速ガルビオン
- 超力ロボ ガラット
- 珍豪ムチャ兵衛
- ど根性ガエル
- 覇王大系リューナイト
- ハクション大魔王
- ファイトだ!!ピュー太
- はじめ人間ギャートルズ
- パチスロ貴族 銀
- フランダースの犬
- 星の王子さま プチ・プランス
- まんがことわざ事典
- まんが日本昔ばなし
- ミラクルジャイアンツ童夢くん
- 名探偵ホームズ
- 無敵ロボトライダーG7
- めちゃっこドタコン
- 燃えろアーサー　白馬の王子
- ロビンフッドの大冒険
- ろぼっ子ビートン

### ドラマ
- ザ・ヤジキタ 菊と葵と猫の目と

### 特撮
- 愛の戦士 レインボーマン
- 行け! 牛若小太郎
- キャプテンウルトラ
- スペクトルマン
- 正義のシンボル コンドールマン
- ダイヤモンド・アイ
- バトルホーク
- メガロマン

### 劇場映画
- フリテンくん
- まことちゃん

### 漫画
- おとこ喰い（作画：向後つぐお）
- 女教師はちきん（作画：田上憲治）
- コインロッカー物語（作画：宮城シンジ）
- しぶとい男（作画：田辺節雄）
- どくれ者(もん)（作画：田上憲治）
- 無頼教師（作画：田上憲治）

### 小説
- 飼育者
- 餓狼・鬼を斬る　用心棒・逢魔兇死郎無頼剣
- 修羅を斬る　用心棒・逢魔兇死郎無頼剣二
- 酔いどれ無頼剣　用心棒人斬り始末

### 作詞
- 電撃!ストラダ5（主題歌を担当）